# Mount Work
Mount Work är ett berg i Kanada.   Det ligger i provinsen British Columbia, i den södra delen av landet, 3 600 km väster om huvudstaden Ottawa. Toppen på Mount Work är 449 meter över havet, eller 373 meter över den omgivande terrängen. Bredden vid basen är 14,1 km. Mount Work ingår i Partridge Hills.
Terrängen runt Mount Work är kuperad västerut, men österut är den platt. Runt Mount Work är det mycket tätbefolkat, med 1 313 invånare per kvadratkilometer.. Närmaste större samhälle är Saanich, 8,8 km öster om Mount Work. 
I omgivningarna runt Mount Work växer i huvudsak barrskog.